# Publij Septimij Geta
Geta (latinsko Publius Septimius Geta Augustus), 23. cesar Rimskega cesarstva kot sovladar s svojim očetom  Septimijem Severjem (198-211) in svojim starejšim bratom Karakalo (209-211), dokler ni bil na njegov ukaz ubit, * 7. marec 189, † 19. december 211.

## Mladost
Geta je bil mlajši sin Septimija Severja in njegove druge žene Julije Domne. Rojen je bil v Rimu v času, ko je bil njegov oče samo guverner province v službi cesarja Komoda. V otroštvu je bil stalno v bližini svojega starejšega brata Lucija, kasnejšega cesarja Karakala. Odnosi med bratoma so bili morda ravno zaradi tega že od otroštva težavni. Prepiri med njima so bili stalni in so pogosto zahtevali posredovanje njune matere. Septimij Sever je želel pomiriti svojega mlajšega sina, zato mu je leta 209 podelil naziv Avgusta. 
Med vojnim pohodom proti Britom na začetku 3. stoletja je cesarska propaganda ustvarila podobo srečne Severjeve družine, ki si deli odgovornost pri vladanju cesarstvu: žena Julija Domna je bila njegova svetovalka, starejši sin Karakala njegov vojaški namestnik, mlajši sin Geta pa je bil zadolžen za državno upravo. Resnično stanje je bilo povsem drugačno, saj sta bila med bratoma stalno prisotna rivalstvo in mržnja.

## Socesar
Ko je Septimij Sever v Eboraku (York, Rimska Britanija) na začetku leta 211 umrl, sta bila Karakala in Geta razglašena za socesarja in sta se vrnila v Rim. Delitev prestola se je izkazala kot neuspešna, saj sta se brata za vsako pravno ali politično odločitev prepirala. Kasnejši viri so špekulirali, da sta celo hrepenela po delitvi cesarstva. Proti koncu leta 211 je stanje postalo neznosno. V času Saturnalij je Karakala prvič poskusil ubiti svojega brata, vendar mu to ni uspelo. Decembra istega leta je v materinem stanovanju organiziral spravno srečanje z bratom, na katerem so centuriji Geta umorili. 
Po umoru je Karakala prepovedal omenjati svojega brata in ukazal, da se njegovo ime zbriše z vseh napisov (damnatio memoriae). Kot edini vladar je izkoristil priložnost, da je vse svoje politične nasprotnike obtožil zarote in jih odstranil. Kasij Dion omenja, da je bilo v tistem času ubitih ali pregnanih okoli 20.000 oseb obeh spolov.

## Galerija
- Glava mladega Geta, Gliptoteka, München
- Getov denarij